# Franz Fein
Franz Fein (geboren am 12. August 1896 in Wien, Österreich-Ungarn; gestorben am 19. Dezember 1947 in Brissago, Kanton Tessin, Schweiz) war ein österreichischer Übersetzer.

## Familie
Franz Fein war das zweite Kind und der einzige Sohn des vom Judentum zum Katholizismus konvertierten Journalisten und Feuilleton-Redakteurs Otto Fein (* 5. März 1858 in Fălticeni, Westmoldau, Österreich-Ungarn; † 23. Januar 1912 in Wien) und dessen (jüdischer) Ehefrau Fanny, geborene Süssermann. Sein Vater war in Wien und Linz u. a. für die Neue Freie Presse tätig. Franz Feins ältere Schwester war die Schauspielerin und Theaterregisseurin Maria Fein. Da deren Ehemann, der Schauspieler Theodor Becker, seine Frau nach der Geburt der gemeinsamen zweiten Tochter verließ, geriet Franz Fein für die ältere seiner beiden Nichten, Maria, in die Rolle eines Ersatzvaters.

## Wirken

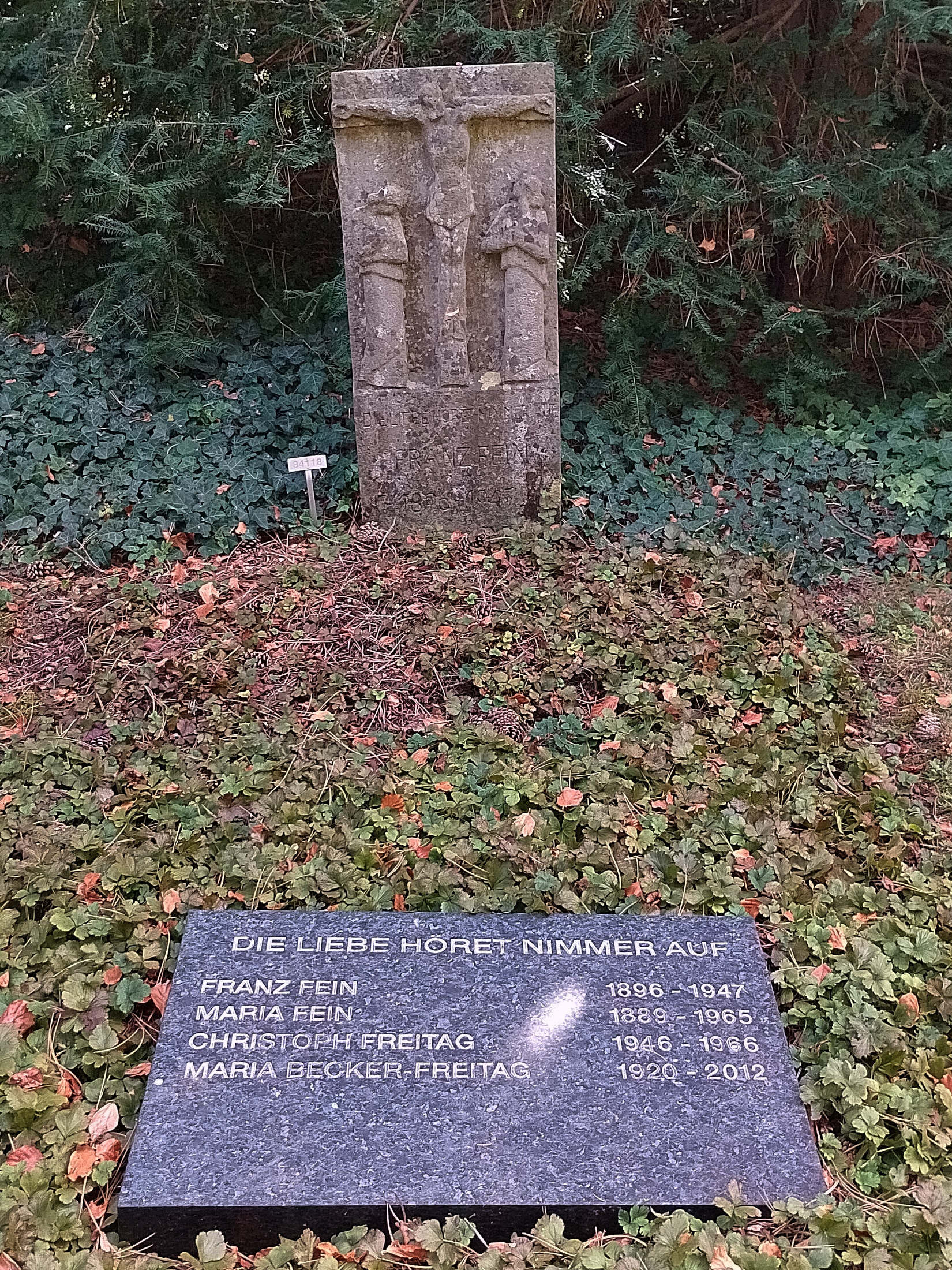
Grab, Friedhof Enzenbühl, Zürich

Franz Fein soll (evtl. an der Universität Wien) Sprachen studiert und promoviert haben. Er machte sich insbesondere zwischen 1928 und 1935 einen guten Namen als exzellenter Übersetzer des Rowohlt-Verlages für erfolgreiche literarische Werke. Darunter waren eine ganze Reihe namhafter Autoren, beispielsweise Winston Churchill, William Faulkner, Liam O’Flaherty, George Bernhard Shaw, Lewis Sinclair, Evelyn Waugh, H. G. Wells und Thomas Wolfe. Er soll sowohl aus der englischen bzw. US-amerikanischen als auch der französischen und italienischen Sprache übersetzt haben, zu belegen sind bislang nur englischsprachige Übersetzungen.
Nach der Okkupation Österreichs durch die deutsche Wehrmacht im März 1938 emigrierte er von seiner Heimatstadt Wien in die Schweiz, wo er sich in Brissago, Kanton Tessin, am Lago Maggiore niederließ. Seine Schwester Maria Fein (1889–1965) war mit ihrer Tochter Maria ebenfalls in die Schweiz geflüchtet.
Nach langer Krankheit verstarb er 51-jährig. Er wurde auf dem Friedhof Enzenbühl in Zürich bzw. Zollikon beigesetzt und ruht dort an der Seite seiner Schwester Maria Fein, und deren Tochter Maria Becker.

## Literarische Übersetzungen (Auszug)
- Lafcadio Hearn: Bidasari – Erzählungen aus allen Welten. Grethlein, Leipzig 1925. OCLC 72149812
- P. G. Wodehouse: Nimrods Tochter. Th. Knaur Nachfahren, Berlin 1927. OCLC 257000628
- Richmond Barrett: Die Tore der Feinde. Th. Knaur Nachfahren, Berlin 1928. OCLC 1070820872
- Sinclair Lewis: Elmer Gantry. Ernst Rowohlt Verlag, Berlin 1928. OCLC 257282397
- Sinclair Lewis: Der Mann der den Präsidenten kannte oder Gemüt und Seele des staatserhaltenden Bürgers Lowell Schmaltz (Orig. The man who knew Coolidge). Ernst Rowohlt Verlag, Berlin 1929. OCLC 503766807
- Liam O’Flaherty: Der Mörder. Th. Knaur Nachfahren, Berlin 1929. OCLC 1071526726
- Floyd Phillips Gibbons: Der rote Napoleon. Ernst Rowohlt Verlag, Berlin 1930.
- Sinclair Lewis: Sam Dodsworth. Deutsche Buchgemeinschaft, Berlin 1930. OCLC 721128047
- ders.: Unser Herr Wrenn – Die romantischen Erlebnisse eines kleinen Mannes (Orig.: Our Mr. Wrenn). Ernst Rowohlt Verlag, Berlin 1931. OCLC 24228163
- ders.: Falkenflug – Ein optimistisches Buch von der Ernsthaftigkeit des Lebens (Orig. The Trail of the Hawk). Wegweiser-Verlag, Berlin 1932. OCLC 163459325
- Edward A. Filene / Charles Wesley Wood: Persönliche Erfolge in unserem Maschinenzeitalter (Orig. Successful living in this machine age) Ernst Rowohlt Verlag, Berlin 1933. OCLC 250792987
- Hubert R. Knickerbocker: Deutschland, so oder so? (Orig. The German Crisis). Ernst Rowohlt Verlag, Berlin 1932. OCLC 561951981
- ders.: Kommt Europa wieder hoch? Ernst Rowohlt Verlag, Berlin 1932. OCLC 452805198
- ders.: Die Schwarzhemden in England und Englands wirtschaftlicher Aufstieg. Ernst Rowohlt Verlag, Berlin 1934. OCLC 3398956
- ders.: Kommt Krieg in Europa? (Orig. Will War Come in Europe?). Ernst Rowohlt Verlag, Berlin 1934. OCLC 561952052
- ders.: Rote Wirtschaft und weißer Wohlstand. Ernst Rowohlt Verlag, Berlin 1935. OCLC 3398978
- Winston Churchill: Schritt für Schritt 1936–1939. Allert de Lange, Amsterdam 1940. OCLC 1185500471
- Robert David Quixano Henriques: Ohne Waffen, ohne Wehr. Allert de Lange, Amsterdam 1940. OCLC 1185351300
- Bernhard Shaw: Politik für jedermann (Orig. Everybody's political what's what?). Amstutz Herdeg, Zürich 1945.
- H. G. Wells: Der Geist am Ende seiner Möglichkeiten (Orig. Mind at the end of its tether). Amstutz Herdeg, Zürich 1946. OCLC 1185541396
- Winston Churchill: Die Weltkrise 1911–1918, Band 1. Verlag Amstutz, Herdeg & Co., Zürich 1947. OCLC 311731763
- ders.: Die Weltkrise 1911–1918, Band 2. Verlag Amstutz, Herdeg & Co., Zürich 1947. OCLC 311731826
- Storm Jameson: Wolkenloser Mai. Verlag Amstutz, Herdeg & Co., Zürich 1947. OCLC 73474417
- Evelyn Waugh: Wiedersehen mit Brideshead – Die heiligen und profanen Erinnerungen des Hauptmanns Charles Ryder. Verlag Amstutz, Herdeg & Co., Zürich 1947. OCLC 248875986
- Sinclair Lewis: Mantrap. Deutsche Buchgemeinschaft, Berlin 1954. OCLC 8214119
- Joseph Hergesheimer: Das Pariser Abendkleid. Bertelsmann, Gütersloh 1955. OCLC 313144365
- Sinclair Lewis: Das Kunstwerk. Bertelsmann, Gütersloh 1964. OCLC 632433533 (Lizenzausgabe des Rowohlt Verlages, Reinbek)
- ders.: Die Hauptstraße. Rowohlt, Reinbek 1979. ISBN 3-499-14141-8. OCLC 74471824
- William Faulkner: Licht im August (Orig. Light in August), Rowohlt, Reinbek 2003. ISBN 978-3-499-11508-0.

## Rundfunkauftritte
- 10. November 1930: Dr. Nowak befragt den Übersetzer der Romane des neuen Literatur-Nobelpreisträgers Sinclair Lewis, Dr. Fein. Lesung aus Der Falkenflug
- 28. August 1931: Theodore Dreiser zum sechzigsten Geburtstag[12]